# Johannes Duns Scotus
 Denne artikel bør gennemlæses af en person med fagkendskab for at sikre den faglige korrekthed.

Johannes Duns Scotus (født ca. 1266, død 8. november 1308) var en skotsk skolastisk filosof og teolog, der tilhørte franciskanerordenen.
Efter at være blevet præsteviet i Northampton, studerede og underviste Scotus i Cambridge, Oxford, Paris og Köln. Som en af de betydeligste fransciskanske teologer lagde han navn til en af de skolastiske retninger: "scotismen", hvor læren hos Aristoteles, Augustin og fransciskanerne skulle vise sig at blive forbundet på en subtil måde, hvilket gav ham tilnavnet doctor subtilis, "den spidsfindige doktor".
Scotus blev saligkåret (Beatifikation) 20. marts 1992 af pave Johannes Paul II.

## Viljen
Gud har ud fra sin absolutte magt skabt og indrettet verden som han ville; ved at understrege viljen betonede Scotus Guds frihed på bekostning af skabelsen nødvendighed. Guds vilje er ikke bestemt af godhed og fornuft som hos Thomas Aquinas, hans vilje er derimod ikke determineret og kan derfor ikke udledes af hans fornuft. For Thomas ville Gud det, fordi det var godt; for Duns Scotus bliver konsekvensen derimod, at det er godt fordi Gud vil det. Når fornuftens opgave nu ikke længere var at forstå, begrunde eller bevise troens sætninger, kunne den – og dens disciplin filosofien – tage sig af opgaver der var uafhængige af teologien. Det var dette forhold der pegede fremad.

## Haecceitas, "dette-her-hed"
Med en individuerende form, et individuationsprincip  udtrykt med haecceitas "dette-her-hed" eller "dettehed" (haec res: denne her ting.)
indførte Scotus en formel distinktion distinctio formalis a parte rei, som er en del af tingen og ikke kun i bevidstheden. To mennesker har det til fælles at være mennesker, men de har også en individuel form der gør det ene menneske forskelligt fra det andet: en "Jenshed" til forskel fra en "Peterhed"; det er deres haecceitas.
Schanz skriver om Scotus' brud med Thomas på dette punkt:
"Her bryder Scotus med Thomas' forestilling om principium individuationis. Hos Thomas var alene stoffet principium individuationis, hos Scotus er individuationsprincippet også formmæssigt. Hoc aliquid, dette bestemte noget, var hos Thomas enheden af den almene form og stoffet. Hos Scotus er den bestemte ting, haec res, en enhed af almen og individuel form samt materie. ..."

## Betydning
Schanz igen:
"Hvad vi her er vidne til, er en drejning bort fra optagetheden af det almene til fordel for en interesse for de enkelte ting. Det er også en drejning der per konsekvens peger i retning af en optagethed af den empiriske natur frem for den blot tænkte eller forestillede. Scotus åbner slaget, hele transformationen af metafysikken, men han skaber noget nyt uden at fjerne det gamle. Således benægter han ikke eksistensen af universalia in re, men han tilføjer de individuelle former, hvorved de enkelte ting eksponeres frem for arterne. ..."
En af dem der skulle videreføre retningen bort fra realisme over mod nominalisme (eller konceptualisme, universalia post rem, "... efter tingen") var William af Ockham for hvem universalierne – almenbegreberne – kun var tegn og ikke havde selvstændig eksistens, hvad enten det var i den strenge form som hos Platon (platonisme), hvor kun ideerne havde egentlig eksistens ("universalia ante rem": de var til før enkelttingen) eller i Aristoteles' og Thomas' såkaldte "moderate realisme", hvor de dog havde virkelighed, men kun i enkelttingene ("universalia in re")
Både Thomas og Duns Scotus – og retningerne eller skolerne opkaldt efter dem: thomisme og scotisme – regnes inden for skolastikken for via antiqua (den gamle vej), mens Ockham og hans tilhængere regnes til via moderna (den nye eller moderne vej), som førte i retning af en selvstændig filosofi, der kunne danne grundlag for naturvidenskabelige initiativer.